# Compressió medul·lar

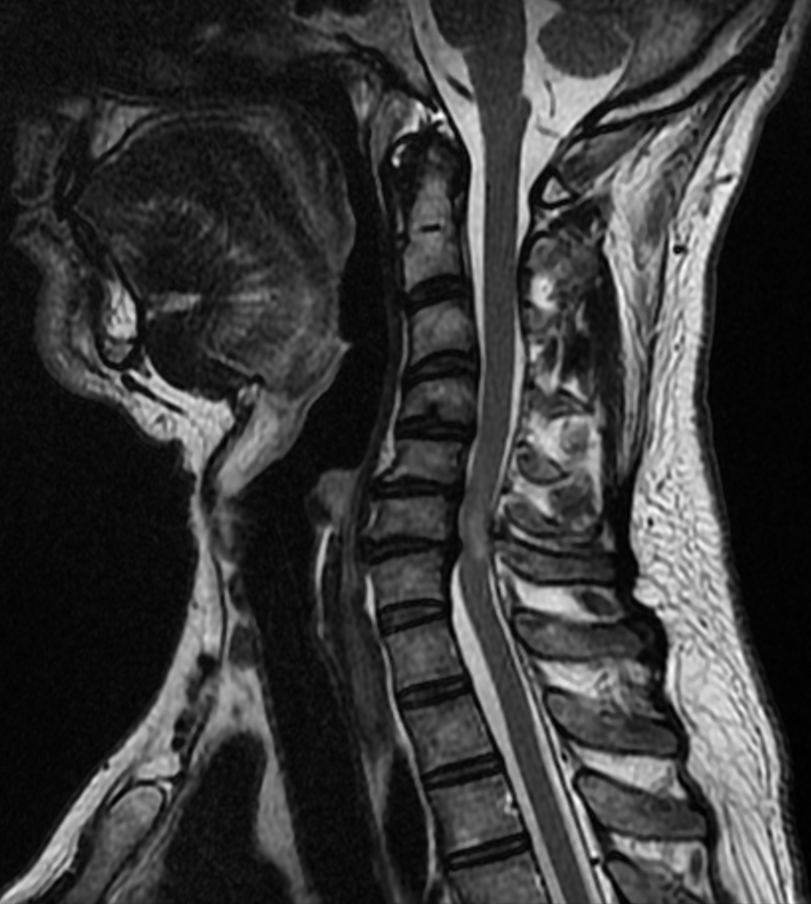
Mielopatia compressiva a nivell C6-C7 per protrusió del disc.

La compressió de la medul·la espinal, o compressió medul·lar, es desenvolupa quan la medul·la espinal es comprimeix amb fragments ossis d'una fractura vertebral, un tumor, un abscés, una ruptura del disc intervertebral o una altra lesió. Es considera una emergència mèdica independent de la seva causa i requereix un diagnòstic i tractament ràpids per prevenir una discapacitat a llarg termini a causa d'una lesió de la medul·la espinal irreversible.

## Signes i símptomes
Els símptomes que suggereixen la compressió del cordó són el mal d'esquena, un augment de la sensació del dermatoma, paràlisi de les extremitats per sota del nivell de compressió, disminució de la sensació per sota del nivell de compressió, incontinència urinària i fecal i/o retenció urinària. El signe de Lhermitte (sensació elèctrica de trets intermitents) i la hiperreflèxia poden estar presents.

## Diagnòstic
El diagnòstic es fa per raigs X, però preferiblement per ressonància magnètica (RM) de la columna vertebral. Les causes més freqüents de compressió del cordó són els tumors, però els abscessos i els granulomes (per exemple, a la tuberculosi) són igualment capaços de produir la síndrome. Els tumors que solen causar compressió del cordó són el càncer de pulmó (tipus de cèl·lules no petites), el de mama, el de pròstata, el carcinoma de cèl·lules renals, el de tiroide, el limfoma i el mieloma múltiple.

## Tractament
La dexametasona (un potent glucocorticoide) en dosis de 16 mg/dia pot reduir l'edema al voltant de la lesió i protegir la medul·la de lesions. Es pot administrar per via oral o intravenosa per a aquesta indicació.
La cirurgia està indicada en compressió localitzada sempre que hi hagi alguna esperança de recuperar la funció. També s'indica ocasionalment en pacients amb poques esperances de recuperar la funció, però amb dolor incontrolat.